# Louis Henri Fontane

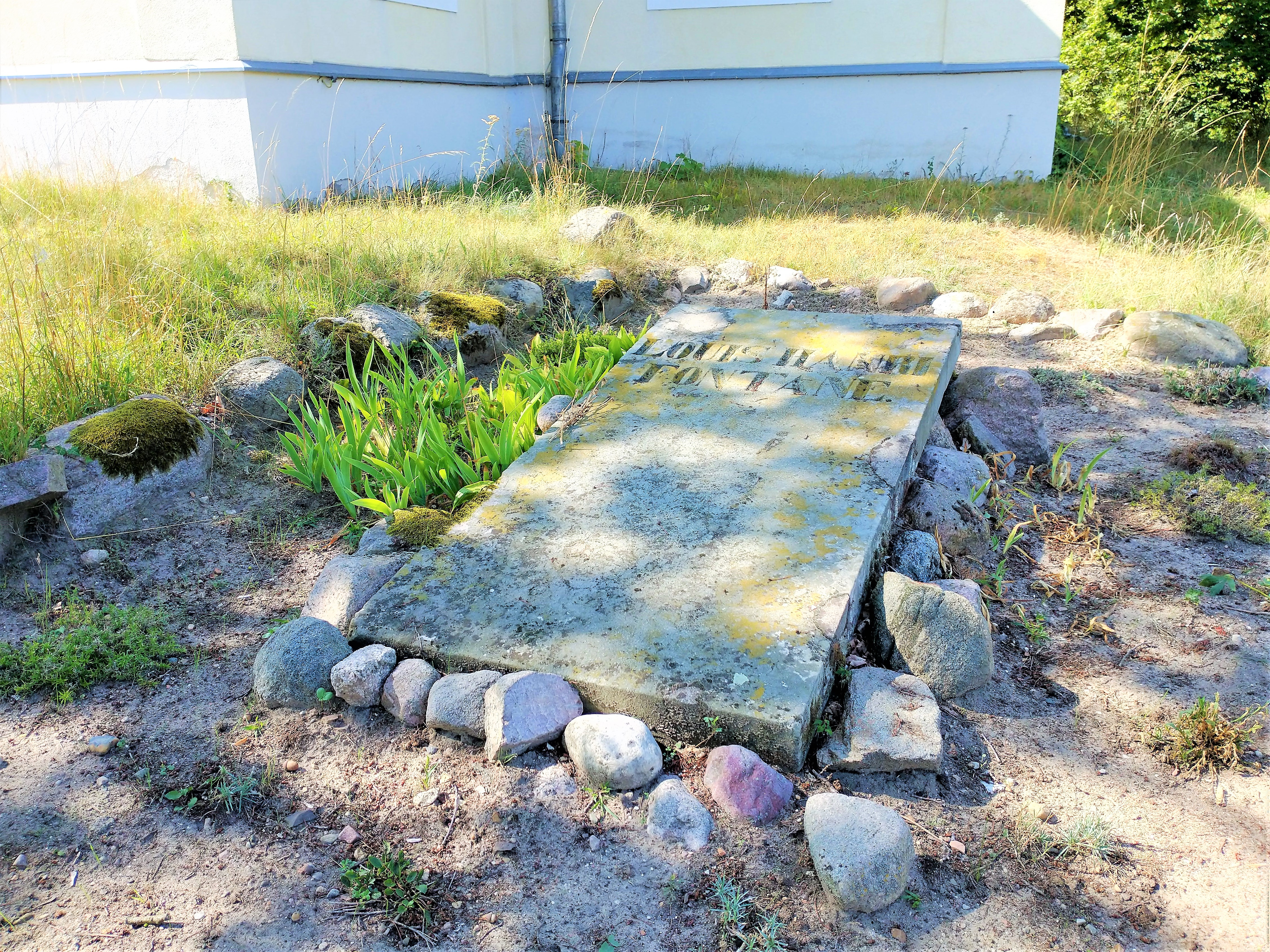
Grób w Neutornowie

Louis Henri Fontane (ur. 24 marca 1796 w Berlinie, zm. 5 października 1867 w Schiffmühle koło Bad Freienwalde) – niemiecki aptekarz, właściciel aptek, ojciec pisarza i poety, Theodora Fontanego i bohater jego dzieł. 

## Życiorys
Był synem Pierre'a Barthelemy'ego Fontane i Sophii Loysy Deubel. W 1819 rozpoczął samodzielną działalność, nabywając Löwenapotheke w Neuruppinie, którą posiadał do 1826. Od 1827 do 1837 miał aptekę w Świnoujściu, potem w latach 1837-1838 w Mühlbergu an der Elbe, a od 1838 w Letschinie (Oderbruch). Jesienią 1850 rozstał się bez rozwodu z małżonką, Emilie Louise Labry, z którą miał pięcioro dzieci (powodem było jego umiłowanie dla hazardu, długi karciane i życie ponad stan). Żona, pochodząca z zamożnej rodziny kupieckiej, wyjechała z dziećmi do Berlina. Zamieszkał w Eberswalde, a następnie zakupił mały dom i ziemię w Schiffmühle koło Bad Freienwalde. Latem 1862 sprzedał aptekę w Letschin. Został pochowany przy kościele w Neutornowie (części Bad Freienwalde). We wsi, w odrestaurowanym domu, znajduje się niewielka wystawa dająca obraz jego życia i relacji z synem (zmodernizowana w 2019).
Theodor Fontane stworzył literacki pomnik swojego ojca w autobiograficznej powieści Moje lata dzieciństwa z lat 1892-1893. Opisana relacja z ojcem przez długi czas była bardzo ambiwalentna. Z jednej strony ojciec i syn byli sobie bardzo bliscy i pod pewnymi względami bardzo do siebie podobni, jednak z drugiej strony Teodor był świadom tego, że ojciec ogranicza jego możliwości rozwoju, edukacji i nauki. W wierszu Meine Gräber, opisał dolinę Odry w Neutornowie i grób ojca: 
Am Ufer Werft und Schilf und Rohr,
Und am Abhange schimmern Kreuze hervor,
Auf eines fällt heller Sonnenschein -
Da hat mein Vater seinen Stein